# Рандал Бейкър
Професор Рандал Бейкър (на английски: Randall Baker) е американски историк на околната среда, общественик, университетски преподавател и писател на произведения в жанра исторически изследвания и мемоари.

## Биография и творчество
Рандал Бейкър е роден на 25 февруари 1944 г. в Мърдър Тидфил, Уелс. През 1965 г. получава бакалавърска степен с отличие по естествени науки и икономика от Университета на Уелс. През 1966 г. получава магистърска степен и през 1968 г. докторска степен от Лондонския университет. По-късно, през 1978 г., получава Сертификат за френски език и цивилизация от Сорбоната.
По време на работата си за доктората печели стипендия „Рокфелер“ и в периода 1965 – 1970 г. прави научни изследвания в Източна Африка. От 1969 г. започва работа в Университета в Източна Англия в Норич, където преподава „Екология и изследване на развитието“, а в периода 1975 – 1978 г. е Декан на Училището по науки за развитието на университета, като става най-младият декан в страната. През 1977 г. става Президент на Норфолкския клон на Географската асоциация. От 1984 г. е директор на Международните програми и преподавател в Училището по обществени науки и опазване на околната среда в Университета на Индиана в Блумингтън. Работи в учредителния комитет на създадения по инициатива на американския президент Американски университет в Русия (1990 – 1992), също като консултант на много магистърски програми в Канада, Русия, Украйна, Беларус, Молдова и Северна Македония, в областта на публичната администрация, екология, международни отношения, външна политика и мениджмънт. Идва в България през 1990 г. във връзка със създаването на Нов български университет, а след учредяването му чете лекции в него. За работата си в България получава през 2000 г. стипендия „Фулблайт“. През 2007 г. се оттегля от поста си в Университета на Индиана и се установява в София, където преподава в магистърските програми по Публична администрация и Бизнес администрация в НБУ до пенсионирането си през 2016 г. Помага и в създаването на магистърските програми по Когнитивна наука и Клинична и социална работа.
Автор е на множество книги за научни изследвания и за работата му в Източна Еврора и България.
Член е на Амнести Интернешънъл, на Ротари интернешънъл, и на Международния институт по административни науки.
Удостоен е с почетна степен от Московския държавен университет, Софийския университет и Бакинския държавен университет, както и със званието почетен професор в Западния университет (Азербайджан) и Нов български университет (на 18 октомври 2005 г. за принос към Центъра по публична администрация и развитието на НБУ). През 2003 г. е избран за почетен член на Българската академия на науките. През 2008 г. получава наградата „Джон У. Райън“ за изключителен принос към международни програми и изследвания.
Рандал Бейкър умира на 4 март 2020 г. в Кармел, Индиана.

## Произведения
непълно представяне
- Environmental influences on cattle marketing in Karamoja (1967)[1]
- Perceptions of pastoralism (1974)
- King Hussain and the Kingdom of Hejaz: 1916 – 1926 (1979)[2]
- Public Administration in Small and Island States (1992)
- Environmental Management in the Tropics: A Historical Perspective (1993)
- A Summer in the Balkans: Laughter and Tears After Communism (1994) – мемоари
(Не)преходни промени, изд. „Парадигма“ (2019), прев. Боян Николаев, Светлана Комогорова
- Environment versus development : the case of the Aral Sea (1997)
- Environmental Law and Policy in the European Union and the United States (1998)
- Transitions from Authoritarianism: The Role of the Bureaucracy (2001)
- To Sofia and back : A Perspective on Transition in Bulgaria (2003)
До София и назад, акад. изд. „Марин Дринов“ (2003), прев. Боян Николаев
- Strange Places: The Persistence of Political Anomalies (2004)
- Strange places: interesting people (2006)
Странни места... интересни хора : пътувания из малко посещавани места в необичайно време, акад. изд. „Марин Дринов“ НБУ (2006), изд. „Парадигма“ (2018), прев. Виолета Цонева, Боян Николаев
- The Future isn`t What It Used To Be (2007)
Бъдещето не е това, което беше, изд. „Парадигма“ (2007), прев. Боян Николаев, Виолета Цонева
- Bulgariana : a British humorist looks at Bulgaria (2010)
Българиана : Завръщане на Балканите, изд.: „Сиела“, София (2009), прев. Боян Николаев и др.
- Why America isn't Europe : a short guide (2010)
Защо Америка не е Европа : кратко ръководство, изд. „Парадигма“ (2010), прев. Боян Николаев
- TPU: Murder and Mayhem in Hire Education (2012) – роман
- Cold war in a hot place (2015) – с Микола Полонски
Студената война на горещо място, изд.: ИК „Изток-Запад“, София (2015), прев. Светлана Комогорова – Комата
- In passing : a Welshman's bizarre adventures from Merthyr to Mecca (2018)
- The Lost Balkans (2017)
Изгубените Балкани, изд.: „Сиела“, София (2017), прев. Светлана Комогорова – Комата
- Life upside down (2019)
Преобърнати животи : трима души, две истории и един неочакван край, изд.: „Сиела“, София (2019), прев. Светлана Комогорова – Комата